# Abdelkarim Nafti
Abdelkarim Nafti, né le 3 août 1981, est un footballeur international tunisien. Il évolue au poste de milieu offensif entre 2002 et 2017.

## Clubs
- juillet 2002-janvier 2010 :  Club sportif sfaxien ( Tunisie)
- janvier-juin 2008 : An-Nasr Riyad ( Arabie saoudite)
- juin 2008-déc. 2009 : Club sportif sfaxien ( Tunisie)
- janvier 2010-janvier 2012 : Al Merreikh Omdurman ( Soudan)
- janvier 2012-août 2013 : Club africain ( Tunisie)
- août 2013-août 2016 : Valletta FC ( Malte)
- août 2016-juillet 2017 : Balzan FC ( Malte)

## Palmarès
- Coupe de la confédération (2) : 2007, 2008
- Ligue des champions arabes (1) : 2004
- Coupe nord-africaine des vainqueurs de coupe (1) : 2009
- Championnat de Tunisie (1) : 2005
- Coupe de Tunisie (2) : 2004, 2009
- Coupe de la Ligue tunisienne (1) : 2003
- Championnat de Malte (2) : 2014, 2016